# Parashorea globosa
Espèce
Classification phylogénétique
Statut de conservation UICN

 EN B1+2e, D : En danger
 Parashorea globosa est un grand arbre sempervirent de la Péninsule Malaise et de Sumatra appartenant à la famille des Diptérocarpacées.

## Répartition
Dispersée dans les forêts de plaine à dipterocarps de la Péninsule Malaise et de Sumatra.

## Préservation
Menacé par la déforestation et l'exploitation forestière.